# Alexander Yendell
Alexander Yendell (* 1975) ist ein Soziologe an der Universität Leipzig.

## Leben und Wirken
Yendell wurde an der Universität Münster mit der Dissertation Soziale Ungleichheiten in der beruflichen Weiterbildung promoviert. In Leipzig ist er als Mitarbeiter und Projektleiter an Forschungsprojekten zu verschiedenen soziologischen Forschungsthemen beteiligt, vorher war er zeitweise in England, Kanada, Österreich und der Schweiz tätig.

## Forschung
Ein Schwerpunkt seiner Tätigkeit liegt in der Erforschung von Rechtsextremismus und Autoritarismus, Rassismus, Verschwörungsmentalität, Antisemitismus, Islamfeindlichkeit, politischem Protest, religiöser Pluralität, sozialer Ungleichheit, Gewalt und sozialökologischer Transformation. Er ist Vorstandsmitglied des Kompetenzzentrums für Rechtsextremismus- und Demokratieforschung an der Universität Leipzig und Sprecher der Sektion Religionssoziologie der Deutschen Gesellschaft für Soziologie. Seit dem 1. Januar 2022 ist er einer der Projektleiter im Verbundprojekt Rassismus als Gefährdung des gesellschaftlichen Zusammenhalts im Kontext ausgewählter gesellschaftlich-institutioneller Bereiche am Forschungsinstitut Gesellschaftlicher Zusammenhalt. Yendell ist seit 2016 einer der Autoren der Leipziger Autoritarismusstudien (vormals Mitte-Studien der Universität Leipzig). Er leitete zusammen mit dem Rechtsextremismusforscher Oliver Decker die Forschungsprojekte Konfliktraum Leipzig und Jugendstudie Leipzig, sowie das Projekt Konfliktraum Hamburg. Seit November 2023 ist Yendell einer der Projektleiter der EU-geförderten Horizon-Forschungsprojekte PRO-Coast und PRO-Climate, die an mehreren Standorten, darunter auch an Research Centre Global Dynamics der Universität Leipzig, angesiedelt sind. Diese Projekte konzentrieren sich auf die sozial-ökologische Transformation, die Förderung von Biodiversität in Küstenregionen und die Stärkung der Klimaresilienz durch Verhaltensänderungen in europäischen Zivilgesellschaften.

## Publikationen (Auswahl)
- mit David Herbert: Religion, Conspiracy Thinking, and the Rejection of Democracy: Evidence From the UK. In: Politics and Governance. Band 10, Nr. 4, 2022, S. 229–242, doi:10.17645/pag.v10i4.5904.
- mit Oliver Decker, Ayline Heller, Elmar Brähler: Krieg in Europa - Konflikte in der Welt: Die Haltungen der Deutschen zu Krieg und Militär am Beispiel des Krieges gegen die Ukraine. In: Oliver Decker et al. (Hrsg.): Autoritäre Dynamiken in unsicheren Zeiten. Psychosozial-Verlag, 2022, S. 127–157.
- mit Vera Clemens, Julia Schuler, Oliver Decker: What makes a violent mind? The interplay of parental rearing, dark triad personality traits and propensity for violence in a sample of German adolescents. In: PLOS ONE. Band 17, Nr. 6, 2022, doi:10.1371/journal.pone.0268992.
- mit Oliver Hidalgo, Carolin Hillenbrand: The Role of Religious Actors in the COVID-19 Pandemic. Institut für Auslandsbeziehungen, Stuttgart 2021 (englisch).
- mit Stefan Huber: The Relevance of the Centrality and Content of Religiosity for Explaining Islamophobia in Switzerland. In: Religions. Band 11, Nr. 3, 2020, S. 129, doi:10.3390/rel11030129.
- mit Oliver Decker, Julia Schuler, Clara Schließler, Elmar Brähler: Das autoritäre Syndrom: Dimensionen und Verbreitung der Demokratie-Feindlichkeit. In: Oliver Decker, Elmar Brähler (Hrsg.): Autoritäre Dynamiken: Alte Ressentiments - neue Radikalität / Leipziger Autoritarismus Studie 2020. Psychosozial-Verlag, Gießen 2020, ISBN 978-3-8379-7771-4, S. 179–209.
- mit Elmar Brähler, Andreas Witt, Jörg M. Fegert, Marc Allroggen, Oliver Decker: Die Parteien und das Wählerherz 2018. In: Ayline Heller, Oliver Decker, Elmar Brähler (Hrsg.): Prekärer Zusammenhalt. Psychosozial-Verlag, 2020, S. 343–365.
- mit Gert Pickel: Islamophobia and anti-Muslim feeling in Saxony – theoretical approaches and empirical findings based on population surveys. In: Journal of Contemporary European Studies. Band 28, Nr. 1, 2019, S. 85–99, doi:10.1080/14782804.2019.1680352.
- Soziale Ungleichheiten in der beruflichen Weiterbildung. Springer Fachmedien Wiesbaden, Wiesbaden 2017, ISBN 978-3-658-14793-8.
- mit Gert Pickel, Karolin Dörner (Hrsg.): Innere Sicherheit in Sachsen: Beiträge zu einer kontroversen Debatte. 1.  Auflage. Edition Leipzig, Leipzig 2017, ISBN 978-3-361-00726-0 (160 Seiten).
- mit Oliver Decker, Elmar Brähler: Wer unterstützt PEGIDA und was erklärt die Zustimmung zu den Zielen der Bewegung? In: Oliver Decker, Johannes Kiess, Elmar Brähler (Hrsg.): Die enthemmte Mitte - rechtsextreme und autoritäre Einstellung 2016. Psychosozial-Verlag, Gießen 2016, S. 137–152.
- mit Gert Pickel: Islam als Bedrohung? Beschreibung und Erklärung von Einstellungen zum Islam im Ländervergleich. In: Zeitschrift für Vergleichende Politikwissenschaft. Band 10, Nr. 3–4, 2016, S. 273–309, doi:10.1007/s12286-016-0309-6.